# Économie de la Sarthe

## Panorama de l'économie de la Sarthe

### Données sectorielles de l'économie
La Sarthe est un département fortement industrialisé par rapport au reste de la France métropolitaine, puisque l'industrie représente un peu moins d'un emploi sur 5 dans le département, contre un peu moins d'un emploi sur 7 dans le reste du pays. De même, le secteur agricole y est plus présent (3,9 % des emplois en Sarthe, contre 2,9 % en France métropolitaine), alors que la tertiarisation de l'économie est encore inférieure à celle du pays.
| Sarthe                       | 3,9 % | 19,4 % | 7 %   | 69,7 % |
| France métropolitaine        | 2,9 % | 13,9 % | 6,9 % | 76,3 % |
| Sources des données : INSEE, |       |        |       |        |

### Les catégories socioprofessionnelles en Sarthe
En Sarthe, la catégorie des employés est la plus représentée, avec 29,6 % des emplois, juste devant les ouvriers avec 28,9 %. 
| Catégorie socioprofessionnelle                    | Nombre d'emplois | Proportion |
| ------------------------------------------------- | ---------------- | ---------- |
| Agriculteurs exploitants                          | 5 795            | 2,6 %      |
| Artisans, commerçants, chefs d'entreprise         | 11 640           | 5,2 %      |
| Cadres et professions intellectuelles supérieures | 23 794           | 10,6 %     |
| Professions intermédiaires                        | 52 298           | 23,2 %     |
| Employés                                          | 65 154           | 28,9 %     |
| Ouvriers                                          | 66 719           | 29,6 %     |
| Ensemble                                          | 225 401          | 100 %      |

### Indicateurs économiques
Le Produit intérieur brut du département s'élevait à 13 399 millions d'euros en 2005. Le PIB par habitant était alors de 24 283 euros, légèrement inférieur à la moyenne en France métropolitaine (27 723 euros), ce qui classait la Sarthe au 31e rang des départements les plus riches de France,.

## Agriculture
L'agriculture est un secteur important pour l'économie sarthoise. La Sarthe compte des productions réputées comme les « Poulets de Loué » ou les vins de Jasnières et de Coteaux-du-loir. Le département se situe au 5e rang français pour la viande de volailles, au 8e rang pour la viande de porc et la production d'œufs, ainsi qu'au 19e rang pour les livraisons laitières. La Sarthe possède une surface agricole utile de 417 000 ha, soit 67 % de la superficie totale du département. Les prairies occupent la plus grande part de cette surface avec 175 900 ha.